# Liste des censeurs et régents de la Banque de France
Cet article recense, par ordre chronologique, les personnalités qui ont occupé depuis 1800 le poste de régent de la Banque de France au sein du Conseil de régence comprenant quinze sièges, ainsi que celui de censeur de la Banque de France (trois sièges). Le Conseil de régence a été supprimé en 1936, lors du changement des statuts de la banque, pour être remplacé par un Conseil général de 20 membres.

## Liste des régents
| 1. 1800–1809 : Jean-Frédéric Perregaux 2. 1809–1831 : Jacques Laffitte 3. 1831–1866 : Antoine-Narcisse Lafond 4. 1867–1882 : Henri Sieber 5. 1882–1885 : Frédéric Moreau 6. 1886–1907 : Adolphe Vernes 7. 1907–1908 : Paul Mirabaud 8. 1909–1915 : Jules Bénard 9. 1916–1927 : Émile Pluchet 10. 1927–1936 : Louis de Vogüé |

| 1. 1800–1804 : Jean-Barthélémy Le Couteulx de Canteleu 2. 1804–1813 : Jean-Baptiste Jame 3. 1814–1818 : Guillaume Goupy 4. 1818–1843 : François Adolphe Pierre Cottier 5. 1844–1855 : Charles Legentil 6. 1856–1871 : Adolphe Laurens de Waru 7. 1871–1887 : Victor-Hyacinthe Fère 8. 1888–1892 : Fernand Raoul-Duval 9. 1893–1920 : Émile-Louis Richemond 10. 1921–1934 : Gabriel Cordier 11. 1935–1936 : Maurice-Alfred Tinardon |

| 1. 1800–1826 : Guillaume Mallet 2. 1827–1860 : James Mallet 3. 1860–1905 : Alphonse Mallet 4. 1905–1936 : Ernest Mallet |

| 1. 1800 : Georges-Victor Demautort 2. 1800–1806 : Louis-Barthélémy Bastide 3. 1806–1833 : Barthélémy Guiton 4. 1834–1846 : Théodore-Casimir Delamarre 5. 1846–1849 : Pascal-Auguste-Joseph Baudon de Mony 6. 1849–1868 : Auguste-Jacques-Omer Devalois (dit « Valois jeune ») 7. 1869–1920 : Rodolphe Hottinguer 8. 1921–1934 : Félix Vernes 9. 1935–1936 : Pierre Mirabaud |

| 1. 1800–1801 : Claude Perier 2. 1801–1806 : Médard Desprez 3. 1806–1816 : Pierre Muguet de Varange 4. 1817–1833 : Philippe de Saulty 5. 1834–1846 : Pascal-Auguste-Joseph Baudon de Mony 6. 1846–1863 : Henry Fontenilliat 7. 1863–1868 : Augustin Latimier du Clésieux 8. 1868–1880 : Auguste Legrand de Villers 9. 1880–1887 : Pierre Gaillard de Witt 10. 1887–1889 : Léopold Renouard 11. 1890–1896 : Thomas Marie de Saint-Georges 12. 1896 : Anatole-Marie Lefebvre-Desvallières 13. 1897–1907 : Emmanuel Tessandier 14. 1907–1911 : Paul-Édouard Vilmeux de Grétry 15. 1912–1916 : Charles Faure de Larivière 16. 1917–1919 : François-Joseph-Antoine Sarrail 17. 1919–1926 : Henri Blondel 18. 1927–1935 : Pierre Beugin 19. 1936 : Charles-Albert Prévost |

| 1. 1800 : Pierre-Nicolas Perrée-Duhamel 2. 1800–1806 : Charles-Martin Doyen 3. 1806–1811 : Guillaume-Toussaint Gibert 4. 1811–1826 : Joseph-Basile Ducos 5. 1826–1835 : Jacques Louis Étienne de Reiset 6. 1836–1849 : Alexis-André Dosne 7. 1850–1854 : Charles Le Bègue de Germiny 8. 1855–1859 : Aristide Guilhem 9. 1859–1878 : François Adolphe Akermann 10. 1878–1881 : Adrien Percheron de Monchy 11. 1881–1897 : Maurice Chabrières-Arlès 12. 1898–1901 : Saint-Victor Chomereau-Lamotte 13. 1901–1908 : Louis Bargeton 14. 1909 : Paul Joseph Boudier 15. 1910–1911 : Marc Lafon 16. 1911–1916 : Hyppolyte Jacques Antoine Jean Cousin 17. 1916–1918 : Eugène Morel 18. 1919–1922 : Simon Bruni 19. 1922–1923 : Marcel Guérin 20. 1923–1924 : Félix Berthelot 21. 1924–1935 : Charles Bourgis 22. 1935–1936 : Louis-Maurice Blanc |

| 1. 1800–1803 : Jacques-Florent Robillard 2. 1803–1817 : Louis-François Cordier 3. 1818–1821 : Antoine-Scipion Perier 4. 1822–1838 : Jacques-Gabriel Caccia 5. 1839–1848 : Adolphe d'Eichthal 6. 1849–1877 : Adolphe Durand 7. 1878–1890 : François Adolphe Akermann 8. 1891–1913 : Édouard Aynard 9. 1914–1928 : Georges Heine 10. 1929–1936 : Henri Hottinguer |

| 1. 1800–1801 : Joseph Hugues-Lagarde 2. 1801–1806 : Louis Charles Thibon 3. 1806–1812 : Louis-Paul Pierlot 4. 1812–1845 : Alphonse-Jean Buffault 5. 1845–1858 : Jean-Jacques Lemercier de Nerville 6. 1858–1864 : Maurice d'Argout 7. 1864–1889 : Adrien Le Bègue de Germiny 8. 1889–1893 : Émile-Aloyse-Antoine Chabert 9. 1894–1899 : Édouard-Auguste Sanson 10. 1900–1904 : Jules Deffès 11. 1904–1909 : Étienne Antoine Joucla-Pelous 12. 1910–1913 : Charles Colomb 13. 1914–1922 : Albert Debray 14. 1922–1927 : Maurice Montigny 15. 1927–1936 : Jean Veraguth |

| 1. 1800–1806 : Jacques-Rose Récamier 2. 1806–1828 : Vital Roux 3. 1829–1830 : Jacques Claude Roman Vassal 4. 1831–1835 : Jean Audenet 5. 1836–1854 : Louis Martin Lebeuf 6. 1855–1905 : Alphonse de Rothschild 7. 1906–1936 : Édouard Alphonse James de Rothschild |

| 1. 1800–1803 : Jean-Pierre Germain 2. 1803–1833 : Jean-Conrad Hottinguer 3. 1833–1848 : Jean-Henri Hottinguer 4. 1849–1857 : James Odier 5. 1858–1866 : Jean-Jacques Lemercier de Nerville 6. 1866–1888 : Guillaume Denière 7. 1888–1901 : Charles Goguel 8. 1902–1928 : Jean Poupart de Neuflize 9. 1929–1934 : William d'Eichthal 10. 1935–1936 : David David-Weill |

| 1. 1800–1803 : Carié-Bézard 2. 1803–1805 : Jean-Louis Marmet 3. 1805–1821 : Henry Flory 4. 1822–1832 : Casimir Perier 5. 1832–1868 : Joseph Perier 6. 1869–1873 : Louis-Théophile Millescamps 7. 1874–1888 : Charles-Adolphe Demachy 8. 1889–1892 : Félix-Philibert Michau 9. 1893–1911 : Alfred Édouard Seydoux 10. 1912–1912 : Louis Delaunay-Belleville 11. 1913–1936 : François de Wendel |

| 1. 1800–1801 : Pierre-Léon Basterrèche 2. 1802–1847 : Benjamin Delessert 3. 1847–1849 : François-Marie Delessert 4. 1849–1853 : Anselme Halphen 5. 1854–1875 : Eugène Schneider 6. 1876–1885 : Ernest Goüin 7. 1886–1897 : Henri Schneider 8. 1897–1922 : Alfred Loreau 9. 1923–1930 : Jean Balsan 10. 1931–1936 : Robert Darblay |

| 1. 1800–1806 : Jean-Auguste Sévène 2. 1806–1827 : Augustin-Charles-Alexandre Ollivier 3. 1828–1860 : Michel Frédéric Pillet-Will 4. 1861–1871 : Alexis Pillet-Will 5. 1871–1890 : Frédéric Pillet-Will 6. 1890–1904 : Michel Heine 7. 1905–1929 : Maurice Davillier 8. 1930–1936 : Jacques Poupart de Neuflize |

| 1. 1800–1803 : Alexandre Barrillon 2. 1803–1804 : Jean-Baptiste Dibon 3. 1804–1816 : Louis-Victor Moreau 4. 1817–1856 : Jacques Lefebvre 5. 1857–1871 : Francis Lefebvre 6. 1871–1896 : Alfred André 7. 1897–1908 : Jules Goüin 8. 1909–1925 : Stéphane Adolphe Dervillé 9. 1926–1931 : Edmond Gillet 10. 1932–1936 : Camille Poulenc |

| 1. 1800–1801 : Georges-Antoine Ricard 2. 1801–1846 : Jean Charles Joachim Davillier 3. 1847–1863 : Alexandre Sanson-Davillier 4. 1864–1882 : Henri Davillier 5. 1883–1890 : Auguste Legrand de Villers 6. 1891–1912 : Charles Balsan 7. 1913–1932 : Ferdinand René Laederich 8. 1933–1936 : René-Paul Duchemin |

## Liste des censeurs
| 1. 1800–1803 : Guillaume Sabatier 2. 1803–1818 : Jean Henry Martin-Puech 3. 1819–1853 : Antoine Odier 4. 1854–1878 : Aymé Stanislas Darblay 5. 1878–1884 : Alphonse Béranger 6. 1885–1893 : Paul Darblay 7. 1893–1909 : Stéphane Adolphe Dervillé 8. 1909–1915 : Florent Guillain 9. 1916–1920 : Émile Baillière 10. 1920–1932 : Camille Poulenc 11. 1932–1933 : André Baudet 12. 1933–1936 : Georges Baugnies de Saint-Marceaux |

| 1. 1800–1806 : Bernard Journu-Auber 2. 1806–1824 : Jacques-Florent Robillard 3. 1824–1832 : François-Jacques Outrequin 4. 1832–1860 : Pierre Paillot 5. 1860–1871 : Victor Fère 6. 1871–1878 : Gustave Larsonnier 7. 1878–1890 : Ernest Baudelot 8. 1890–1891 : Gustave Salmon 9. 1891–1907 : Octave Homberg 10. 1908–1919 : Lucien Jules Derode 11. 1920–1933 : Georges Pascalis 12. 1933–1936 : Louis Compaignon de Marchéville |

| 1. 1800–1810 : Jean-Michel Soehnée 2. 1810–1825 : Claude-Étienne Martin d'André 3. 1825–1827 : Jacques-Philippe Chevals 4. 1827–1848 : Martin Ferdinand Moreau 5. 1849–1871 : François Pierre Bayvet 6. 1871–1882 : Frédéric Moreau 7. 1883–1890 : Paul Teissonnière 8. 1890–1897 : Jules Goüin 9. 1897–1912 : Louis Delaunay-Belleville 10. 1912–1914 : Victor Legrand 11. 1915–1930 : Charles Petit 12. 1931–1932 : Charles Machart 13. 1933–1936 : Gaston Bassot |

### Sources primaires imprimées
- Assemblée générale des actionnaires de la Banque de France : compte rendu au nom de la régence et rapport de MM. les censeurs, Paris, Imprimerie de la Banque de France / Paul Dupont, 1800–1945 (lire en ligne).